# Trabada (Villayón)
Trabada es un lugar del concejo de Villayón en el Principado de Asturias, España. Forma parte de la parroquia de Ponticiella. El lugar de Trabada (distinto del Trabada de Lugo, y del Trabada de Grandas de Salime), geográfica e históricamente forma parte del Municipio de Villayón, en el Principado de Asturias,a 10 km por carretera del Municipio. Se halla recostado en la falda del Brañoto, loma que se extiende desde el paso del “Couso” hasta el campo de las Virtudes.

## Patrimonio natural
En esta localidad, en el orden de la Flora nos encontramos con dos ejemplares supervivientes por encima de los doscientos años. Una “sufreira” (nombre asturiano) en Trabada y el “Teixo” junto a la capilla de Nuestra Señora del Rosario del Vidural.
Desde esta localidad se puede contemplar también la Hoz de los “Peneos de Rondo” por donde discurre el Río Barandón a engrosar el Polea.

## Patrimonio
Desde lejanos tiempos Trabada dispone de dos Ermitas: La de la Virgen de Guadalupe, en el poblado, como se le conoce allí, aunque pudiera ser la Divina Pastora, como atestiguan los dos Corderitos que descansan a sus pies. De todos modos, la diversidad de advocaciones nunca rompen la unidad de la Virgen Madre de Dios, siempre es Una. Desconozco la fecha de la fundación de esa Ermita, como también el motivo de la fundación.
La Ermita de San Cayetano, (fundador de los Padres Teatinos), en despoblado, de la loma del “Brañoto”, muy antigua, fundada por la familia de la casa Xuán Fernán de Trabada. Según he oído yo, de niño en los albores del siglo pasado a las personas ancianas de aquellos tiempos, allá, por el Siglo XIX, el día de la romería de San Cayetano, (8 de agosto), a la sombra de la gran “carbayeira” contemporánea de la de los “Gabaceiros” y ambas taladas a finales del Siglo XIX, celebraban con la romería una feria de venta de calzado, semilla de Toxo, semilla de nabos y de berzas. También desconozco la fecha y el motivo de la fundación.

## Personajes
Entre los diversos personajes nacidos en el lugar de Trabada, tenemos que citar a los siguientes por su singularidad y distinción:
- Sor Elena Martínez, de la casa del Ventorro de Trabada, monja “Asuncionista” en una Comunidad de Madrid. La última vez que yo la he visitado fue por la década de año 1960.
- Fray Manuel Rodríguez García,(1924-2000) Nacido en la Casa de "Ana María ". Prestigioso Dominico en Aguascalientes y México DF, en donde vivió toda su vida; de feliz recuerdo, y con gran aplauso del pueblo y de sus hermanos de Hábito, por su piedad y servicio a la Iglesia en la Orden de Predicadores. Se encuentra enterrado en el cementerio de Ponticiella, al lado de sus padres como él había deseado.
- Sor Encarnación Rodríguez, Dominica en el Convento de la Encarnación de Cangas del Narcea, en donde profesó vivió, murió yestá sepultada. Ha nacido en la Casa del Margaríto del lugar de Trabada.
- Sor Magdalena López, de la Congregación de San Vicente de Paúl, oriunda de la Casa Diego de Trabada.
- Manuel Murias González, Maestro Nacional en Avilés (Asturias) a quien se le debe la página web de Trabada”. Oriundo de la casa de Venturo de Trabada.
- José María Murias González Párroco de Santa Bárbara de Llaranes en la ciudad de Avilés. Natural de la casa Venturo de Trabada.
- Luis López Méndez, Maestro Nacional en Oviedo, natural de Casa Diego de Trabada.
- Mari García López, Maestra Nacional en Gijón, natural de Casa Tomás de Trabada.
- Cristina García Díaz, periodista. ejerce el periodismo en Barcelona. Es natural de Casa Josepo de Trabada.
- Marta Díaz Anes, periodista. ejerce el periodismo en Madrid. Es natural de Casa Pruida de Trabada.

Fray José Fernández Martínez O.P., corregido y aumentado por José Mª Murias González
- Datos: Q6151337

1. ↑  Worldpostalcodes.org, código postal n.º 33718.